# Howard Hotson
Howard Hotson (* 1959) ist ein britischer Historiker.

## Leben
Er studierte an der Universität Toronto (Trinity College, BA, MA) und am Corpus Christi College (Oxford) (DPhil). Er hatte Forschungsstipendien am Institut für Europäische Geschichte, Brasenose College, Herzog August Bibliothek, Max-Planck-Institut für Geschichte, William Andrews Clark Memorial Library und British Academy (Research Readership). Er war Professor für Geschichte der Frühen Neuzeit an der University of Aberdeen. Er ist Professor für Geistesgeschichte der Frühen Neuzeit in Oxford.

## Schriften
- Johann Heinrich Alsted 1588–1638. Between Renaissance, Reformation, and universal reform. Oxford 2000, ISBN 0-19-820828-6.
- Paradise postponed. Johann Heinrich Alsted and the birth of Calvinist millenarianism. Dordrecht 2000, ISBN 0-7923-6787-1.
- Commonplace learning. Ramism and its German ramifications, 1543–1630. Oxford 2007, ISBN 0-19-817430-6.
- mit Thomas Wallnig (Hrsg.): Reassembling the republic of letters in the digital age. Standards, systems, scholarship. Göttingen 2019, ISBN 978-3-86395-403-1.